# Geelborstbosakalat
De geelborstbosakalat (Stiphrornis xanthogaster) is een zangvogel uit de familie Muscicapidae (vliegenvangers). Eerder was deze vogel een ondersoort van de (oranjeborst)bosakalat.

## Verspreiding en leefgebied
Deze soort komt voor in centraal Afrika en telt drie ondersoorten:
- S. x. xanthogaster: van zuidoostelijk Kameroen en noordoostelijk Gabon tot zuidelijk Oeganda.
- S. x. sanghensis: de zuidwestelijke Centraal-Afrikaanse Republiek.
- S. x. rudderi: noordelijk-centraal Congo-Kinshasa.